# Syllomatia pertinax
Syllomatia pertinax es una especie de polilla de la familia Tortricidae. Se encuentra en Australia, donde se ha registrado en Nueva Gales del Sur y Victoria.
La envergadura es de aproximadamente 17.5–19 mm.